# Catarine Towani
Catarine Towani a Csillagok háborúja elképzelt univerzumának egyik ember szereplője.

## Leírása
Catarine Towani az emberek fajába tartozó nő, Jeremitt Towani felesége, valamint Mace és Cindel édesanyja. Bőre fehér, a haja fekete. Szemszíne barna.

## Élete
Az Endor holdra Y. u. 3-ban került el. Családja űrhajója lezuhant erre a holdra. A zuhanás után őt és a férjét, Jeremittet elrabolta egy gorax, de a gyerekeiknek sikerült elmenekülniük; akik napok múlva az ewokok segítségével kiszabadítják őt és férjét. Miután a gorax elpusztult, a Towani család újból egyesül, de csak rövid időre, legfeljebb néhány hónapra, mert miután a Towani szülők majdnem megjavították az űrhajót, sanyassan kalózok rájuk támadnak; a támadás alatt pedig megölik Catarine-t, a férjét, és fiát, Mace-t, továbbá kislányukat, Cindelt; a Világos fa falu számos lakosát elrabolják.

## Megjelenése a filmekben, könyvekben
Catarine az Endor erdőholdján történő két tévéfilm hősnőjének, Cindelnek az anyja. Ő azonban csak az első film vége felé szerepel, melynek címe „A bátrak karavánja” (The Ewok Adventure). A második filmben, a „Harc az Endor bolygón” (Ewoks: The Battle for Endor) címűben csak a holttestét láthatjuk. Catarine-t megemlítik „A jedi visszatér” című ifjúsági regényben is.
Az első filmben Catarine Towanit Fionnula Flanagan alakítja. A második filmben csak a szereplő holtteste látható, de csak hátulról; valószínűleg egy dublőr játszotta.

## Fordítás
- Ez a szócikk részben vagy egészben a Catarine Towani című Wookieepedia-szócikk fordítása. Az eredeti cikk szerkesztőit annak laptörténete sorolja fel.